# Elizabeth Brown Pryor
Elizabeth Brown Pryor (* als Elizabeth Brown, 15. März 1951 in Gary (Indiana); † 13. April 2015 in Richmond (Virginia)) war eine US-amerikanische Diplomatin und Historikerin.
Der Vater von Elizabeth Brown arbeitete als Manager bei der Telefongesellschaft ATT und die Familie zog berufsbedingt oft um. Zuletzt ging sie auf die High School in Summit (New Jersey) und studierte dann an der Northwestern University mit dem Bachelor-Abschluss 1973. Anschließend arbeitete sie als Ranger (mit einem ersten Job am Washington Monument) und Historiker für den National Park Service, setzte aber auch ihr Studium fort und mit einem zweiten Bachelor-Abschluss in Geschichte an der Universität London und einem Master-Abschluss an der University of Pennsylvania. Ab 1983 arbeitete sie für das Außenministerium als Karriere-Diplomatin. Sie war eine der ersten US-Diplomaten in Sarajewo nach dem Bürgerkrieg in den 1990er Jahren, war an Abrüstungsverhandlungen beteiligt und war Sprecherin der US-Mission im NATO-Hauptquartier in Brüssel (wobei sie neben Englisch auch Deutsch, Französisch und Spanisch beherrschte). Sie war Autorin der offiziellen Stellungnahme des Außenministeriums (Pryor Paper), die dazu führte, dass die USA 2003 nach zwanzig Jahren Abwesenheit erneut der UNESCO beitraten. 2002 bis 2005 war sie außenpolitische Beraterin des Außenministeriums für Mitglieder des Kongresses.
Ihre Biographie von Robert Edward Lee basierte auf der erstmaligen Auswertung von neu aufgetauchten Familiendokumenten, die 1917 von Lee`s Tochter Mary Custis Lee in einer Bank (Burke & Herbert) in Alexandria (Virginia) deponiert wurden und erst 2002 zugänglich wurden. Sie geht dabei auch ausführlich auf die Rolle von Lee zur Sklaverei und darauf ein, wie er seine eigenen Sklaven behandelte. Ihre Biographie warf auch neues Licht auf den schwierigen, verwundbaren und komplexen Charakter von Lee, der sich in seinen Briefen offenbarte. Unter anderem zeigten die Dokumente, dass er kurz vor seinem Tod zutiefst bedauerte, je eine militärische Karriere eingeschlagen zu haben. Die Biographie erhielt 2008 den Lincoln-Preis,  2007 den Jefferson Davis Award, 2008 den Richard B. Harwell Book Award und 2007 den Richard S. Slatten Award for Excellence in Virginia Biography. Außerdem schrieb sie 1987, als sie als Diplomatin in Südafrika war, eine Biographie von Clara Barton, der Gründerin des amerikanischen Roten Kreuzes während des Sezessionskriegs, und zuletzt von Abraham Lincoln.
Sie starb bei einem Autounfall in Richmond, verursacht durch einen psychisch gestörten Autofahrer, der ihr Auto von hinten mit hoher Geschwindigkeit rammte.
Sie war bis zur Scheidung mit Anthony Pryor verheiratet und danach mit Frank Parker, von dem sie ebenfalls geschieden wurde.

## Schriften
- Clara Barton, Professional Angel, University of Pennsylvania Press 1987, 1989
- Reading the Man: A Portrait of Robert E. Lee Through His Private Letters, Penguin Books 2008, ISBN 978-0143113904
- Six Encounters with Lincoln: A President Confronts Democracy and Its Demons, Viking 2017